# Souffrignac
Souffrignac é uma comuna francesa na região administrativa da Nova Aquitânia, no departamento de Charente. Estende-se por uma área de 9,37 km². Em 2010 a comuna tinha 133 habitantes (densidade: 14,2 hab./km²).